# Diether von den Steinen
Diether von den Steinen (* 1. Februar 1903 in Berlin; † 8. September 1954 in Washington, D.C.) war ein deutscher Ethnologe, Sinologe und Autor.

## Leben

### Frühe Laufbahn
Nach seinem Abitur 1921 begann er an der Julius-Maximilians-Universität Würzburg ein Jura-Studium, das er zum Wintersemester 1921/1922 in Berlin fortführte. 1924 wechselte er mit den Fächern Ethnologie/Soziologie und Wirtschaftswissenschaften an die Philosophische Fakultät und begann, Chinesisch zu studieren. Den Fokus auf die Ethnologie hatte er von seinem Vater Karl von den Steinen übernommen, der nach zahlreichen Forschungsreisen als Universitätsprofessor für Ethnologie und bis 1906 am Berliner Völkerkundemuseum tätig war. Auch Diether von den Steinen selbst war 1925 als Assistent an diesem Museum beschäftigt.
Er promovierte 1926 über Das Ständewesen der Polynesier in seiner wirtschaftlichen Bedeutung und orientierte sich dabei an dem mehrbändigen Werk Grundriß der ethnologischen Volkswirtschaftslehre seines Betreuers Max Schmidt. In seiner Dissertation werden die traditionelle Ständegliederung, wirtschaftliche Machtverhältnisse, Arbeitsteilung, Mythologie und Tabus in Ozeanien (Tahiti, Samoa, Tonga, Hawaii, Maori und andere) thematisiert. Der Zweitgutachter der Arbeit war der Soziologe Alfred Vierkandt.

### Aufenthalt in Paris und China
Schon bald legte Diether von den Steinen sein Hauptinteresse auf die Sinologie und ging nach der Promotion 1926 als Assistent an das China-Institut der Universität Frankfurt. Zum intensiveren Sprachstudium zog er im nächsten Jahr vorübergehend nach Paris und sodann nach China selbst, wo er, unterstützt von verschiedenen deutschen Stellen, ab 1927 an der Sun-Yat-sen-Universität (Guangdong), ab 1928 an der Tsinghua-Universität in Peking, und 1936 bis 1937 an der Niederlassung der Deutschen Akademie an der Universität Changsha als Dozent bzw. Professor für die deutsche Sprache lehrte. Dazwischen war er 1935 Teilnehmer der 12. Afrika-Expedition des Ethnologen Leo Frobenius und hatte im Rahmen einer Teilexpedition unter Adolf Ellegard Jensen im nördlichen Abessinien den Auftrag, die dortige amharische Kultur zu erforschen. Nachdem er zuvor im Jahre 1933 in Peking die deutschstämmige Amerikanerin Erika Luise Anna Willrich (* 11. Februar 1892 in Saint Paul (Minnesota); Tochter des US-Konsuls in Zürich Gebhard Willrich) geheiratet und den Sohn Erwin (* 26. September 1934 in Peking; wurde später ebenfalls Autor) bekommen hatte, bemühte er sich um die Aufnahme in die USA, wobei er Unterstützung seitens einiger Emigranten und Kollegen, wie Karl August Wittfogel, Ferdinand Lessing und Franz Boas fand.

### Emigrant in den USA
Nach etwa 10 Jahren in China gelang die Einwanderung in die USA. Von 1938 bis 1945 arbeitete er am Department of Oriental Languages an der Universität Berkeley, wo er Vorlesungen zu orientalischen Sprachen hielt. Zudem publizierte er für die American Guild for German Cultural Freedom in New York. Im Zuge seiner literaturwissenschaftlichen Arbeiten zur Sinologie veröffentlichte er um 1939 in Fachzeitschriften kleinere Artikel zum chinesischen Theater, aber vor allem Übersetzungen literarischen Inhalts. 1940 wurde er Kurator der Chinesisch-Japanischen Bibliothekssammlung der Universität Berkeley. In den Jahren 1943 bis 1944 war er zusammen mit dem kanadisch-amerikanischen Linguisten Murray B. Emeneau (* 28. Februar 1904; † 29. August 2005) für die US-Armee vor allem mit der Erarbeitung eines Sprachkurses des Annamitischen betraut und veröffentlichte ein Wörterbuch hierfür. Danach war er von 1946 bis 1954 an der US Naval Intelligence School in Washington D.C. tätig.

## Werke
- Das Ständewesen der Polynesier in seiner wirtschaftlichen Bedeutung, Dissertation, Berlin 1926, und Verlag Enke, Stuttgart 1926
- Zeitschrift für vergleichende Rechtswissenschaft 42/1926; S. 1–52
- Annamese-English Dictionary (Berkeley, California: University of California, Army Specialized Training Program, 1945)
- Poems of Ts'ao Ts'ao, in Monumenta Serica, Journal of Oriental Studies. Volume 4, 1939 – Issue 1[5]